# سفر يشوع (السامري)
سفر يشوع (السامري)، يُطلق عليه أحيانًا السجل السامري، هو سجل تاريخي سامري سمي بهذا الاسم لأن الجزء الأكبر منه مخصص لتاريخ يشوع. وهو موجود في نسختين متباينتين، واحدة باللغة العبرية السامرية والأخرى باللغة العربية. على الرغم من أنه يستند إلى سفر يشوع القانوني العبري، إلا أنه يختلف كثيرًا عن الأخير في الشكل والمضمون. كما أن السامريين لا يعتبرونه وحياً إلهياً، مع أنهم "يقدسونه كثيراً ويقدرونه تقديراً عالياً، ويعتقدون أنه يحتوي على تاريخ حقيقي وأصيل للفترة التي يعالجها.

## محتوه
ينقسم السفر إلى خمسين فصلاً، ويحتوي، بعد رواية يشوع، على وصف مختصر للفترة التي تلت يشوع، ويتفق إلى هذا الحد مع سفر القضاة، ويغطي التاريخ الإسرائيلي المبكر حتى مغادرة عالي شكيم والقدس في شيلوه. تم إنشاؤه. تناقش الفصول الستة الأخيرة المنفى البابلي والتاريخ السامري حتى بابا رابا.

## وصلات الخارجية
- دراسة حول سفر يشوع السامري